# 郑州市豫剧院
郑州市豫剧院成立于2000年8月，由原郑州市豫剧团和郑州市豫剧二团组建而成。在职演职员中现有2名正高职称，15名副高级职称，30余名中级职称。
剧团培养出来的表演艺术家主要有华翰磊、王希玲、虎美玲、刘伯玲、郭应先、赵小毛、王宽、张月荣、小香玉等人。

## 主要创作剧目
- 《情断状元楼》
- 《风流才子》
- 《粉黛冤家》
- 《生儿子大奖赛》
- 《春秋出个姜小白》
- 《都市风铃声》
- 《义烈女》
- 《疯哑怨》
- 《刑警四姐》
- 《老子·儿子·弦子》[1]

## 荣誉
- 1991、1999年原郑州市豫剧团被文化部评为“出人、出戏、走正路”先进单位
- 五次获河南省戏剧大赛金奖
- 《白蛇传》（新版豫剧）获河南省第九届戏剧大赛一等奖
- 两次获河南省委宣传部精神文明建设五个一工程奖
- 两次获中国戏曲“金三角”交流演出优秀剧目奖第一名
- 《风流才子》、《都市风铃声》、《老子·儿子·弦子》分获文化部第三、七、九文华新剧目奖
- 《老子·儿子·弦子》获中宣部第七届精神文明建设"五个一"工程奖，第八届中国人口文化奖
- 全国文化系统先进集体[1]

## 参看
- 豫剧团列表